# Нижньозейський буровугільний басейн
Нижньозейський буровугільний басейн — знаходиться в Амурській області Росії.
Займає площу однойменної западини. На півдні і південному сході обмежений хребтом Малий Хінґан, на сході — Буреїнським хребтом, на північному сході — Маминським виступом.
В кінці XX ст. — на початку XXI ст. видобуток ведеться на Райчихінському родовищі відкритим способом. Є також Архаро-Богучанське, Єрковецьке та інші родовища.